# 彦希
彦希（1996年2月17日—），本名冯仕吉，山东潍坊人，中国内地男演员、歌手。2016年，出演电视剧《明星志愿》而进入演艺圈。2017年，加盟真人秀《超次元偶像》。2018年推出首支原创单曲《Piano》。2021年，參加选秀节目《青春有你》第三季。

## 主要经历
- 2016年3月，彦希受邀出席乐视全球生态盛典，首次在国内公开亮相；5月，在潘文杰执导的古装电视剧《轩辕剑之汉之云》中，彦希突破形象饰演外表高冷，内心柔软的徒维，这也是他出演的首部古装剧；12月，根据明星养成模拟经营游戏《明星志愿33》改编的明星养成类网络剧《明星志愿》在爱奇艺正式上线，彦希在剧中饰演了男二号天晴，同时他还为该剧献唱了插曲《My Everything》及《初恋》。
- 2017年，3月，出演于荣光执导，由吴磊、林允领衔主演的电视剧《斗破苍穹》，剧中饰演萧历；彦希与宋轶、push联合主演都市励志爱情剧《逆袭之星途璀璨》，在剧中饰演帅气温柔的人气明星言楚非；同年，彦希参与录制偶像养成类真人秀节目《超次元偶像》。
- 2018年，1月搭档许晓诺共同主演许珮珊执导的都市情感剧《大约是爱》，剧中饰演霸道总裁卫卿。12月，推出首支原创单曲《Piano》[2]。
- 2019年，与陈昊宇合作主演由彭臣导演并编剧的院线电影《小山河》，在片中饰演男主角小龙。
- 2021年，参加爱奇艺偶像男团竞演养成类真人秀节目《青春有你》第三季[3]。

## 作品

### 電視劇
| 首播年份 | 劇名           | 角色        | 備註     |
| -------- | -------------- | ----------- | -------- |
| 2016年   | 明星志願第一季 | 天晴        | 網絡劇   |
| 2017年   | 明星志願第二季 | 天晴        | 網絡劇   |
| 2017年   | 逆襲之星途璀璨 | 言楚非      |          |
| 2017年   | 軒轅劍之漢之雲 | 徒维        |          |
| 2018年   | 鬥破蒼穹       | 蕭厲        |          |
| 2018年   | 大约是爱       | 卫卿        |          |
| 2020年   | 親愛的藥王大人 | 楚之墨/云霜 | 網絡劇   |
| 2021年   | 做梦吧！晶晶   | 乙方男友    | 網絡短劇 |
| 2022年   | 大约是爱II     | 卫卿        |          |
| 2023年   | 那年时光安好   | 程树        | 網絡劇   |
| 2023年   | 不及将军送我情 | 李隐之      | 網絡短劇 |
| 待播     | 唐女小霏       |             | 網絡劇   |
| 待播     | 双面甜心       |             | 網絡劇   |
| 待播     | 梦梁百景图     |             | 網絡劇   |